# MonoDevelop

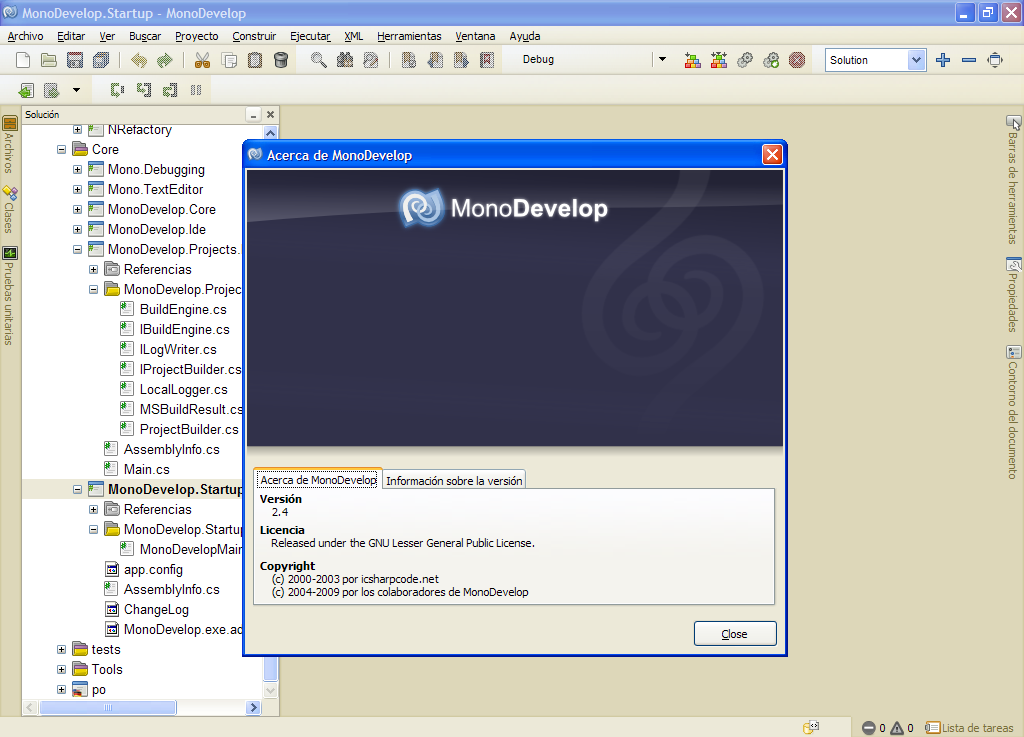
MonoDevelop 2.4.0 Sobre Windows XP SP3.

MonoDevelop es un entorno de desarrollo integrado libre y gratuito, diseñado primordialmente para C# y otros lenguajes .NET como Nemerle, Boo, Java (vía IKVM.NET) y en su versión 2.2 Python. MonoDevelop originalmente fue una adaptación de SharpDevelop para Gtk#, pero desde entonces se ha desarrollado para las necesidades de los desarrolladores del Proyecto Mono. El IDE incluye manejo de clases, ayuda incorporada, completamiento de código, Stetic (diseñador de GUI) integrado, soporte para proyectos, y un depurador integrado desde la versión 2.2.
MonoDevelop puede ejecutarse en las distintas distribuciones de Linux y en Mac. Desde la versión 2.2, MonoDevelop ya cuenta con soporte completo para GNU/Linux, Windows y Mac, completando así un hito para ser un verdadero IDE Multiplataforma.

## Historia
A finales del 2003 un grupo de desarrolladores provenientes de la comunidad Mono comenzó a migrar SharpDevelop a Linux usando las librerías GTK.
MonoDevelop ha sido absorbido por el Proyecto Mono y está siendo activamente mantenido por Novell y la comunidad Mono. MonoDevelop se empaqueta y distribuye junto a Mono desde la segunda beta de Mono 1.0.
MonoDevelop 7.3 (7.3.2.12) es la última versión de MonoDevelop, aunque para alguna plataforma solo están disponibles los fuentes para compilar.

## MonoDevelop en plataformas no Linux
Desde la versión 2.2 MonoDevelop ya dispone de un instalador para Windows y MacOS Ofreciendo así un completo soporte multiplataforma.
MonoDevelop se distribuye juntamente con Mono para Mac OS X funcionando ambos de manera nativa (sin requerir otro software adicional). MonoDevelop es empaquetado para Solaris sobre SPARC y x86 pero es mantenido por grupos de la comunidad OpenSolaris. Finalmente, MonoDevelop es también mantenido por la comunidad FreeBSD.